# Аранси (Пикардија, Ен)
Аранси (фр. Arrancy) насеље је и општина у североисточној Француској у региону Пикардија, у департману Ен (Пикардија) која припада префектури Лаон.
По подацима из 2011. године у општини је живело 53 становника, а густина насељености је износила 9,52 становника/km². Општина се простире на површини од 5,57 km². Налази се на средњој надморској висини од 120 метара (максималној 209 m, а минималној 100 m).

## Демографија
| 1962. | 1968. | 1975. | 1982. | 1990. | 1999. | 2011. |
| ----- | ----- | ----- | ----- | ----- | ----- | ----- |
| 58    | 66    | 56    | 53    | 42    | 50    | 53    |

График промене броја становника у току последњих година